# 小日向星一
小日向 星一（こひなた せいいち、1995年6月4日 - ）は、日本の俳優。ファザーズコーポレーション所属。父は俳優の小日向文世。

## 来歴
父親は俳優の小日向文世で、2016年同じ事務所（ファザーズコーポレーション）に所属。成城中学校・高等学校、明治大学政治経済学部卒業後、俳優としての活動を本格的に始める。いすゞ自動車「エルフ」のCM（2018年1月）にて、親子共演を果たした。また、同年3月のテレビ朝日スペシャルドラマ「Q&A」にて、ドラマ初出演となる。

## 人物
- 2人兄弟の長男[4]。弟の小日向春平も俳優で、大河ドラマ『青天を衝け』では実の兄弟役で共演した[5]。
- 大学では演劇サークルに所属していた[4]。
- 特技は剣道で、三段を持っている。趣味は映画鑑賞と読書[1]。

## 出演

### 舞台
- JASMINE-神様からのおくりもの（2017年11月）[6]
- 本公演8つめ『コーラボトルベイビーズ』（2018年6月）
- KAATキッズ・プログラム2018「グレーテルとヘンゼル」（2018年8月） - ヘンゼル 役
  - KAATキッズ・プログラム2019「グレーテルとヘンゼル」（2019年7月 - 8月、再演）
- ラフィングライブ第四回公演「パパ、アイラブユー!」（2018年11月 - 12月）
- こまつ座「イーハトーボの劇列車」（2019年2月 - 3月）
- 贅沢貧乏『ミクスチェア』（2019年9月）
- 月刊「根本宗子」第17号「今、出来る、精一杯。」（2019年12月）
- シンクロ少女 #20「Better Call Shoujo」（2020年2月）
- 月刊「根本宗子」第18号「もっとも大いなる愛へ」（2020年11月）[7]
- 「染、色」（2021年5月29日 - 6月20日、東京グローブ座 / 6月24日 - 30日、梅田芸術劇場 シアター・ドラマシティ） - 原田 役
- マーキュリー・ファー（2022年） - ナズ 役
- エダニク（2022年5月18日 - 29日、東京芸術劇場シアターウエスト / 6月4日、COOL JAPAN PARK OSAKA TTホール）
- 宝飾時計（2023年） - 勇大 役[8]
- 月刊「根本宗子」15周年記念興行 第一弾「〜15年目で本気のバー公演もっかいやります！〜新作『腑に落とす。』」（2024年）[9]
- 木ノ下歌舞伎「三人吉三廓初買」（2024年） - 十三郎 / 喜助 / 鬼一 役[注 1][10]
- 渡辺えり古稀記念2作連続公演「鯨よ!私の手に乗れ」「りぼん」（2025年）[11]
- 反乱のボヤージュ（2025年） - 司馬英雄 役[12]

### 映画
- リンキング・ラブ（2017年10月28日公開）
- 向こうの家（2019年10月5日公開[注 2]） - 斎藤英治 役[13]
- 星屑の町（2020年2月21日東北4県先行上映、3月6日全国公開） - 山田啓太 役
- サマーフィルムにのって（2021年8月6日公開） - 駒田 役[14]
- 君は永遠にそいつらより若い（2021年9月17日公開） - 吉崎壮馬 役[15]
- Chime（2024年8月2日公開） - 田代一郎 役[16]

### テレビドラマ
- Q＆A（2018年3月24日、テレビ朝日） - Q(9) 役[17]
- 部活、好きじゃなきゃダメですか? 第5話（2018年11月20日、日本テレビ） - 中村 役
- さすらい温泉♨遠藤憲一 第9話（2019年3月14日、テレビ東京）
- 浮世の画家（2019年3月24日、NHK BS8K / 2019年3月30日、NHK総合） - 斎藤満男 役
- ケイジとケンジ〜所轄と地検の24時〜 第2話（2020年1月23日、テレビ朝日） - 西田高志 役
- ランチ合コン探偵〜恋とグルメと謎解きと〜 第6話（2020年2月13日、読売テレビ・日本テレビ系） - 祥平 役
- 70才、初めて産みますセブンティウイザン。 第3話・第7話（2020年4月17日、NHK BS8K / 4月19日、NHK BSプレミアム・5月15日、NHK BS8K / 5月17日、NHK BSプレミアム） - 江月朝一（青年期） 役[18]
- 青天を衝け（2021年、NHK） - 松平容保 役[5]
- 科捜研の女 Season21 第8話（2021年12月16日、テレビ朝日） - 梅島涼介 役
- 雲霧仁左衛門6 （2023年、NHK） - 今津屋・佐一 役
- ONE DAY〜聖夜のから騒ぎ〜 第6話（2023年11月13日、フジテレビ） - 武智倫太郎 役[19]
- デフ・ヴォイス 法廷の手話通訳士（2023年12月16日 - 23日、NHK総合） - 金山拓 役
- 架空名作劇場（2025年8月12日・19日、テレビ東京） - 風早宏刑事 役

### 配信ドラマ
- FOLLOWERS 第8話（2020年2月27日配信、Netflix） - 山田 役
- Hulu U35クリエイターズ・チャレンジ「瑠璃とカラス」（2022年2月、Hulu）

### CM
- New みんなのGOLF（2017年8月25日 - ）
- 博多の華（むぎ焼酎）WebムービーCM（2017年4月1日 - 8月31日）
- いすゞ自動車「エルフ」（2018年1月 - 12月31日）
- 日本マクドナルド「モバイルオーダー」WEB-CM 他（2019年6月10日 - ）
- A Inc.「ふわっち」働く男篇（2021年9月17日 - ） -  のり（オテンキ）、中村愛、 佐藤友咲と共演[20]